# Maison de Jelica Stričević à Radoševac
La maison de Jelica Stričević à Radoševac (en serbe cyrillique : Кућа Јелице Стричевић у Радошевцу ; en serbe latin : Kuća Jelice Stričević u Radoševcu) se trouve à Radoševac, dans la municipalité de Golubac et dans le district de Braničevo, en Serbie. Elle est inscrite sur la liste des monuments culturels protégés de la république de Serbie (identifiant no SK 712).

## Présentation
Située à 300 m du centre du village, la maison a été construite à la fin du XIXe siècle.
Elle se présente sous la forme de la lettre cyrillique « Г » et mesure 7,10 m sur 2,50. Les fondations sont en pierres brutes recouvertes de poutres en chêne ; les murs sont à colombages et le toit, de structure complexe, est recouvert de tuiles.
Sur le côté sud de la maison se trouve un porche proéminent doté de six arcades demi-circulaires. L'espace intérieur est constitué de la « kuća », c'est-à-dire la « maison » au sens restreint du terme, une grande pièce et une « magaza » (une sorte de grenier où l'on entrepose les provisions). L'une des particularités de la maison de Jelica Stričević est que cette magaza remplace la seconde pièce traditionnelle alors qu'elle est habituellement placée dans un bâtiment à part.
La maison, aujourd'hui en relativement bon état, constitue un bâtiment précieux pour l'architecture, l'ethnologie et l'histoire ; elle est caractéristique des édifices de style vernaculaire de la région de Podunavlje dans la seconde moitié du XIXe siècle.